# Monkey Black
Pour les articles homonymes, voir Ozuna (homonymie), Monkey et Black.
Leonardo Michael Flores Ozuna (Los Mina, 26 juillet 1986 - Sant Adrià de Besòs, Barcelonès (Espagne), 30 avril 2014), connu sous le nom de scène Monkey Black, est un chanteur de musique urbaine de la République dominicaine. 

## Biographie
Monkey Black naît à Los Mina, quartier de Santo Domingo Este à Saint-Domingue, le 26 juillet 1986. Dès son plus jeune âge, il manifeste un grand désir de musique, et enregistre son premier disque à 10 ans avec El Subject.  Il émigre plus tard à Porto Rico où il se consacre à divers métiers,.
Au cours de sa carrière musicale, Monkey Black était connu comme une personne extravertie, "à parler de négociation". En raison de sa façon charismatique de dire les phrases: "Ne le fais pas", "Ton blanc d'oeuf ta" et / ou "Pour que tu sois blanc d'oeuf".

## Mort
Il décède mercredi 30 avril 2014, après avoir été agressé au couteau, à Sant Adrià de Besòs (Barcelonès, Espagne) où il résidait depuis 4 ans après s'être marié.